# Брејден Поинт
Брејден Поинт (енгл. Brayden Point — Калгари, 13. март 1996) професионални је канадски хокејаш на леду који игра на позицијама централног нападача.
Члан је сениорске репрезентације Канаде за коју је на међународној сцени дебитовао на светском првенству 2017. године, када је са Канађанима освојио сребрну медаљу.
Учествовао је на улазном драфту НХЛ лиге 2014. где га је као 79. пика у трећој рунди одабрала екипа Тампа Беј лајтнингса. 